# Orchestina paupercula
Orchestina paupercula är en spindelart som beskrevs av Raymond Comte de Dalmas 1916. Orchestina paupercula ingår i släktet Orchestina och familjen dansspindlar.
Artens utbredningsområde är Gabon. Inga underarter finns listade i Catalogue of Life.